# Миливој Анђелковић
Миливој Анђелковић (Београд, 1940) српски је књижевник, драматург, есејиста, новинар и уредник. Један део опуса му је посвећен романима и фантастици, неоавангарди (сигналистички покрет) и електронској интерактивној књижевности. Други део опуса је есејистичке и културолошке природе, а објављује га у књигама, на Интернету, у фељтонима и на радио-програму. Аутор је првог интернет-романа у српској књижевности: Савршен злочин (1999. године).

## Биографија
Рођен је 1940. године у Београду. Његов отац Душан Анђелковић такође је био књижевник. Миливој је дипломирао је и магистрирао на катедри за југословенску и светску књижевност Филолошког факултета у Београду. У младости је био новинар, а затим је радио на уредничким и сродним пословима, најдуже у ИШП „Савремена администрација“ и Издавачкој кући „Књижевне новине“. Члан је Удружења књижевника Србије, био је оперативни уредник Књижевних новина” и уредник сајта Удружења књижевника Србије.
Осим књига, објављено му је стотинак приповедака, кратких прича и есеја у новинама и часописима. Неколико приповедака и кратких прича преведено му је и објављено на енглеском, шведском и јапанском језику.
Од 1998. године на различитим местима на Интернету објављује радне верзије романа, приповедака и друге прозне и есејистичке текстове, често потписане са „Амика”. О електронској књижевности и интерактивности објавио је низ есеја у Савременику, Књижевности, Књижевним новинама и у алманасима Сигнализам од 2005. године.